# Kanton Pantin
Der Kanton Pantin ist seit 2015 ein französischer Wahlkreis im Arrondissement Bobigny, im Département Seine-Saint-Denis und in der Region Île-de-France. Sein Hauptort ist die gleichnamige Stadt Pantin. 

## Gemeinde
Der Kanton besteht aus zwei Gemeinden mit insgesamt 77.687 Einwohnern (Stand: 1. Januar 2022) auf einer Gesamtfläche von 5,71 km²:
| Gemeinde             | Einwohner 1. Januar 2022 | Fläche km² | Dichte Einw./km² | Code INSEE | Postleitzahl |
| -------------------- | ------------------------ | ---------- | ---------------- | ---------- | ------------ |
| Pantin               | 60.954                   | 5,01       | 12.166           | 93055      | 93500        |
| Le Pré-Saint-Gervais | 16.733                   | 0,70       | 23.904           | 93061      | 93310        |
| Kanton Pantin        | 77.687                   | 5,71       | 13.605           | 9315       | –            |